# Hegyi csipkeharaszt
A hegyi csipkeharaszt (Selaginella helvetica) a korpafüvek törzsébe, a (Lycopodiophyta) Isoetopsida osztályba és a csipkeharasztok (Selaginellales) rendjébe tartozó évelő, félcserjeszerű haraszt faj. Magyarországon nagyon ritka, védett növény.

## Megjelenés
Évelő növény. Földön kúszó (1-5 cm magas), lapított szárú növény, csak a sporofillumfüzérei emelkednek el a talajtól. A levelek 4 sorban állnak, abból a két szélső levél nagyobb, a két középső kisebb, szárhoz simuló. A levelek alakja háromszögű-tojásdad, színük fűzöld nedvesen, de száraz állapotban sárgás és vöröses lehet. A kb. 20 cm magas sporofillumfüzérek júniustól augusztusig fejleszti a növény, a meddő hajtástól jól megkülönböztethetőek ezek a spóratermelő hajtások. Életformája szerint a hegyi csipkeharaszt chamaephyta, azaz a talaj feletti hajtásai segítségével telel át (törpecserje). Kromoszómáinak száma: 18.

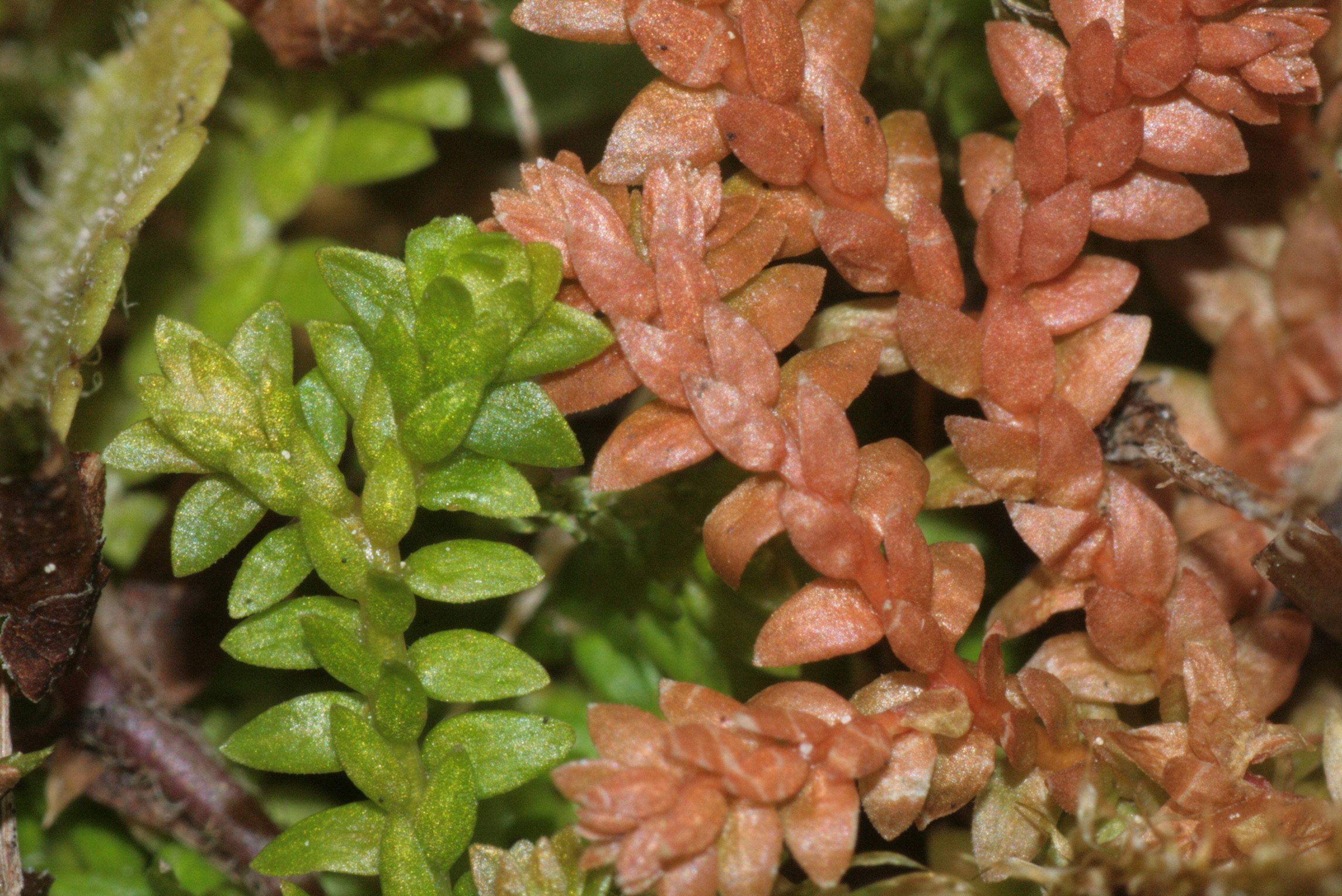
A szár és levelek közelről
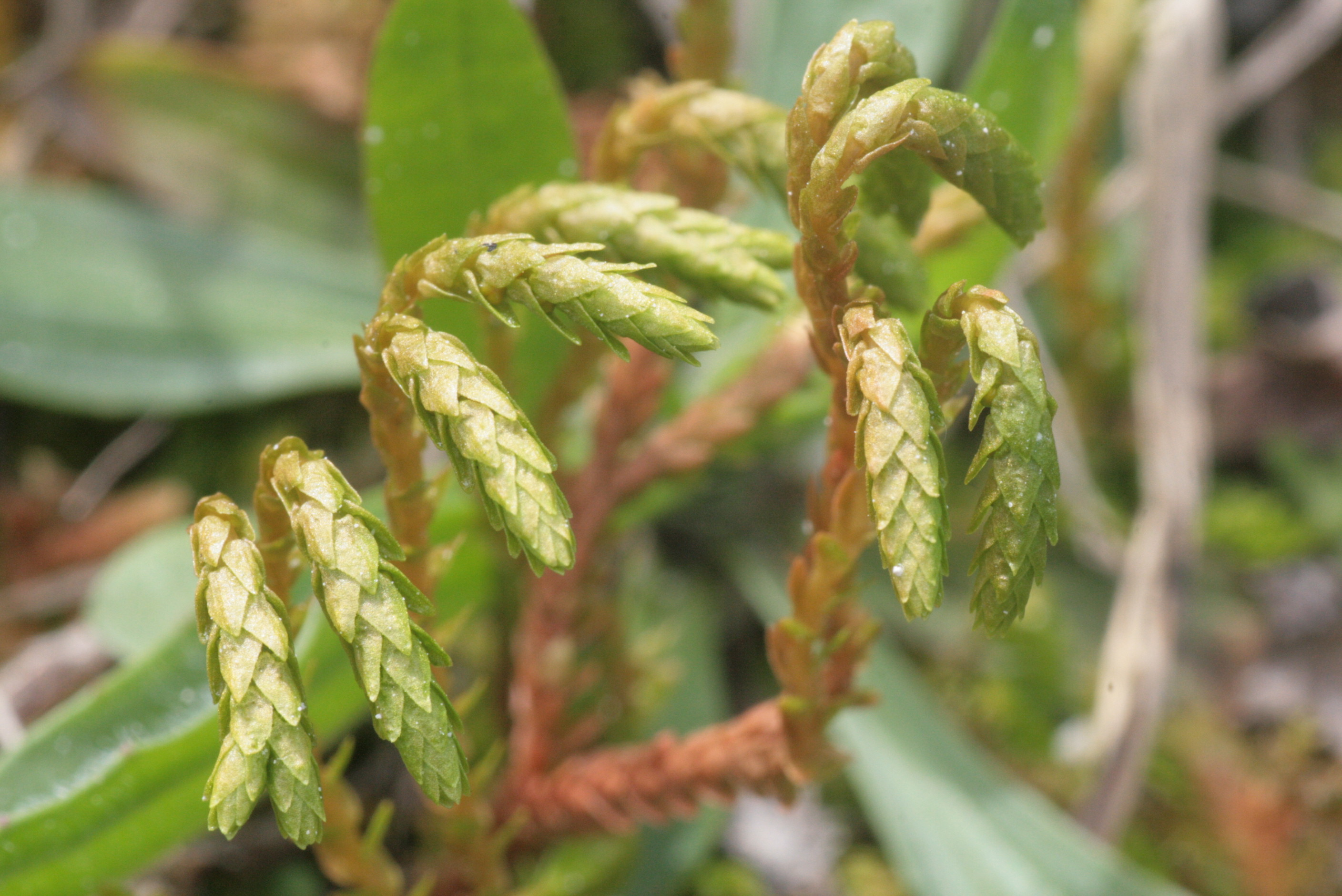
Fiatal, fejlődő sporofillumfüzérek
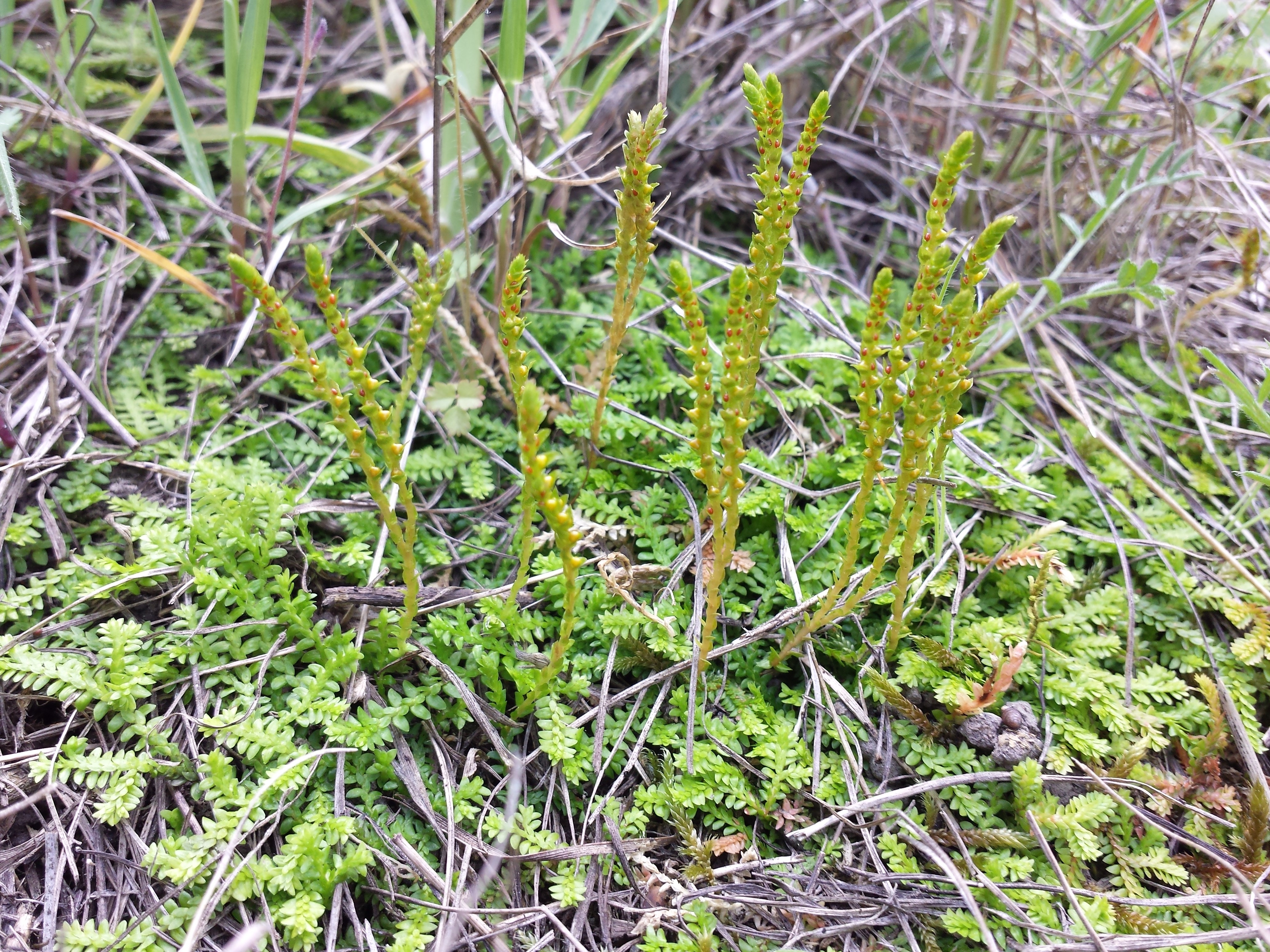
Habituskép élőhelyen

## Előfordulása
Egész Közép és Kelet Európában, Kis-Ázsiában valamint Ázsiában is megtalálható a mérsékelt övi, mediterrán régióban ez a csipkeharaszt faj. Franciaországtól, Görögországon át, Törökországban, Azerbajdzsánban, Oroszországban, Kínában, Koreában is él, legkeletibb élőhelye Japánban van.

## Élőhelye
Ártéri homoki-kavicsos pionír társulásokban fordul elő, de száraz gyepekben és félárnyékos sziklás élőhelyeken is megtalálható. A meszes talajú élőhelyeket kedveli. Európában főleg a hegyvidékeken él (Alpok), innen származik magyar neve is, de 1000 méterrel a tengerszint fölött már nem nagyon található meg, tehát nem kifejezetten magas-hegyvidéki haraszt. Magyarországon ritka faj, a nyugat dunántúli országrészben fordul elő (Szigetköz, Dráva mente, Alpokalja).